# Vansada
Vānsada är en ort i Indien.   Den ligger i distriktet Navsari och delstaten Gujarat, i den centrala delen av landet, 1 000 km söder om huvudstaden New Delhi. Vānsada ligger 116 meter över havet och antalet invånare är 12 703.
Terrängen runt Vānsada är platt åt nordväst, men åt sydost är den kuperad. Runt Vānsada är det tätbefolkat, med 427 invånare per kvadratkilometer. Vānsada är det största samhället i trakten. I omgivningarna runt Vānsada växer huvudsakligen savannskog.